# Beresie Małe
Beresie Małe – wieś w Polsce położona w województwie łódzkim, w powiecie pajęczańskim, w gminie Kiełczygłów.
W latach 1975–1998 miejscowość administracyjnie należała do województwa sieradzkiego.